# Piedra Blanca, San Juan Guichicovi
Piedra Blanca är en ort i Mexiko.   Den ligger i kommunen San Juan Guichicovi och delstaten Oaxaca, i den sydöstra delen av landet, 500 km sydost om huvudstaden Mexico City. Piedra Blanca ligger 114 meter över havet och antalet invånare är 1 216.
Terrängen runt Piedra Blanca är platt åt nordost, men åt sydväst är den kuperad. Runt Piedra Blanca är det ganska glesbefolkat, med 28 invånare per kvadratkilometer. Närmaste större samhälle är Matías Romero, 12,5 km söder om Piedra Blanca. Omgivningarna runt Piedra Blanca är en mosaik av jordbruksmark och naturlig växtlighet.